# Супербоул LVII
Супербоул LVII (англ. Super Bowl LVII) — решающий матч Национальной футбольной лиги в сезоне 2022 года. Игра проходила 12 февраля 2023 года на State Farm Stadium в Глендейле, Аризона. В нём приняли участие чемпион Национальной футбольной конференции (НФК) — «Филадельфия Иглз» и чемпион Американской футбольной конференции (АФК) — «Канзас-Сити Чифс».
Победу в матче одержали «Канзас-Сити», она стала для них третьей после Супербоулов IV и LIV годов. Квотербек «Чифс» Патрик Махоумс был назван самым ценным игроком Супербоула (MVP) и  первым игроком после Курта Уорнера в 1999 году, выигравшим титул MVP НФЛ и титул MVP Супербоула в одном сезоне.
Это был четвёртый Супербоул, организованный столичным округом Финикса, последним из которых был Супербоул XLIX в 2015 году, который также проводился на стадионе State Farm (тогда он назывался University of Phoenix Stadium). Трансляция игры Fox стала третьей по популярности программой в истории американского телевидения. Игру посмотрели в среднем 112,2 миллиона зрителей, что немного меньше, чем 112,3 миллиона зрителей на Супербоуле LVI, а во время шоу в перерыве, в котором выступала Рианна, оно достигло 118,7 миллиона человек.

## Место проведения

### Выборы стадиона

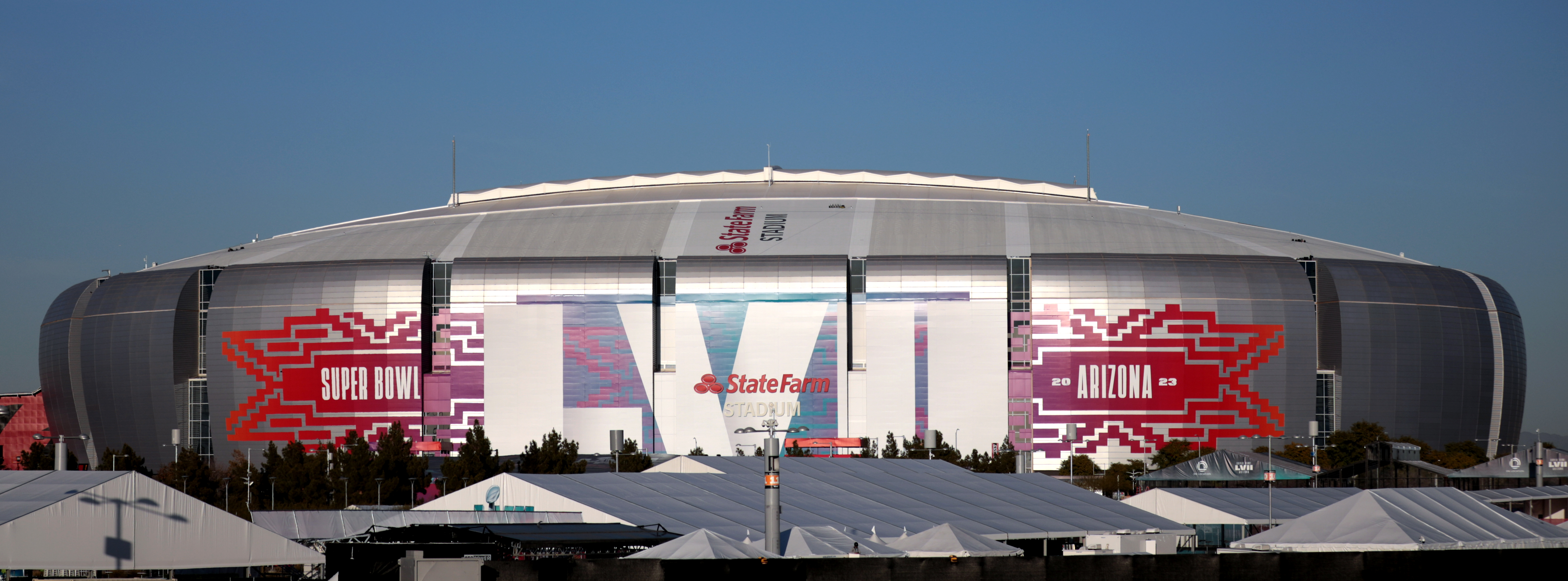
State Farm Stadium в феврале 2023, незадолго до Супербоула LVII

Начиная с Супербоула LVI, была введена новая система для выбора места проведения Супербоула. Отказавшись от предыдущего процесса, который позволял городам подавать заявки на право проведения, лига в одностороннем порядке выбирает один стадион для каждой игры. Затем выбранный город составляет предложение, по которому проводится голосование на собраниях владельцев лиги. Аризона стала первым местом, выбранным в рамках этого процесса; это предложение было принято единогласно 23 мая 2018 года.
Официальный логотип был представлен 14 февраля 2022 года; он следует обновленному шаблону логотипа, представленному на Супербоуле LVII, с изображениями пустынного каньона и неба (последнее напоминает флаг Аризоны), чтобы отразить пейзажи принимающего региона.

### Призывы к смене местопроведения
В феврале 2022 года более 200 либеральных религиозных лидеров, в том числе преподобный Джесси Джексон и преподобный доктор Уильям Барбер II, обратились к комиссару НФЛ Роджеру Гуделлу с ходатайством о переносе Суперкубка LVII из Аризоны после того, как они обвинили законодательный орган Аризоны в введении ненужных ограничений на голосование. Вице-председатель Демократической партии Аризоны Брианна Уэстбрук также выразила поддержку переносу Супербоулу после того, как законодательный орган Аризоны принял законы, которые запрещают трансгендерным девушкам играть в женских спортивных командах.

### Представительство коренных народов
Игра и окружающие её торжества включали признание коренных народов Аризоны; Индийская община Ак-Чин, нация Форт-МакДауэлл-Явапай, община индейцев Хила-Ривер и нация Тохоно-О’одам были названы партнёрами принимающего комитета, а в официальном брендировании игры были представлены иллюстрации Люсинды «Ла Морена» Инохос с изображением Белых Танковых гор, украшенных 22 бриллиантами, представляющими индейские племена, проживающие в Аризоне. Это был первый случай, когда художнику из числа коренных народов было поручено создать официальное произведение искусства для Супербоула. Фреска площадью 790 м2 в центре Феникса также была заказана в сотрудничестве с Хинохосом и другими художниками из числа коренных народов.
Впервые признание земли было зачитано во время церемонии 6 февраля, на которой присутствовали представители племён-партнёров принимающего комитета, во время выступления танцевальной труппы Indigenous Enterprise во время открытия Суперкбоула, а также в рамках развлечения возле State Farm Stadium.
Присутствие Канзас-Сити Чифс привело к постоянным призывам против использования изображений коренных американцев командой и её фанатами, в том числе со стороны Центра индейцев Канзас-Сити, Национального конгресса американских индейцев и первого министра внутренних дел США из числа коренных народов Деб Холанн. Группы активистов коренных народов организовали акцию протеста возле State Farm Stadium.

### Игровое покрытие стадиона
НФЛ потратила два года на подготовку травы для Суперкбоула LVII. Поле, сделанное из травы Tahoma 31, было выращено на местной дерновой ферме в Финиксе. Несмотря на подготовку поля, несколько игроков поскользнулись и упали. Игроки обеих команд раскритиковали игровое покрытие, а несколько игроков сменили бутсы во время игры, чтобы улучшить сцепление. Во время матча первой недели против Аризона Кардиналс игроки Канзас-Сити Чифс жаловались на игровое покрытие в то время (оно было заменено в феврале), что потенциально могло привести к травмам Харрисона Баткера и Трента Макдаффи.

## Путь к Супербоулу

### Канзас-Сити

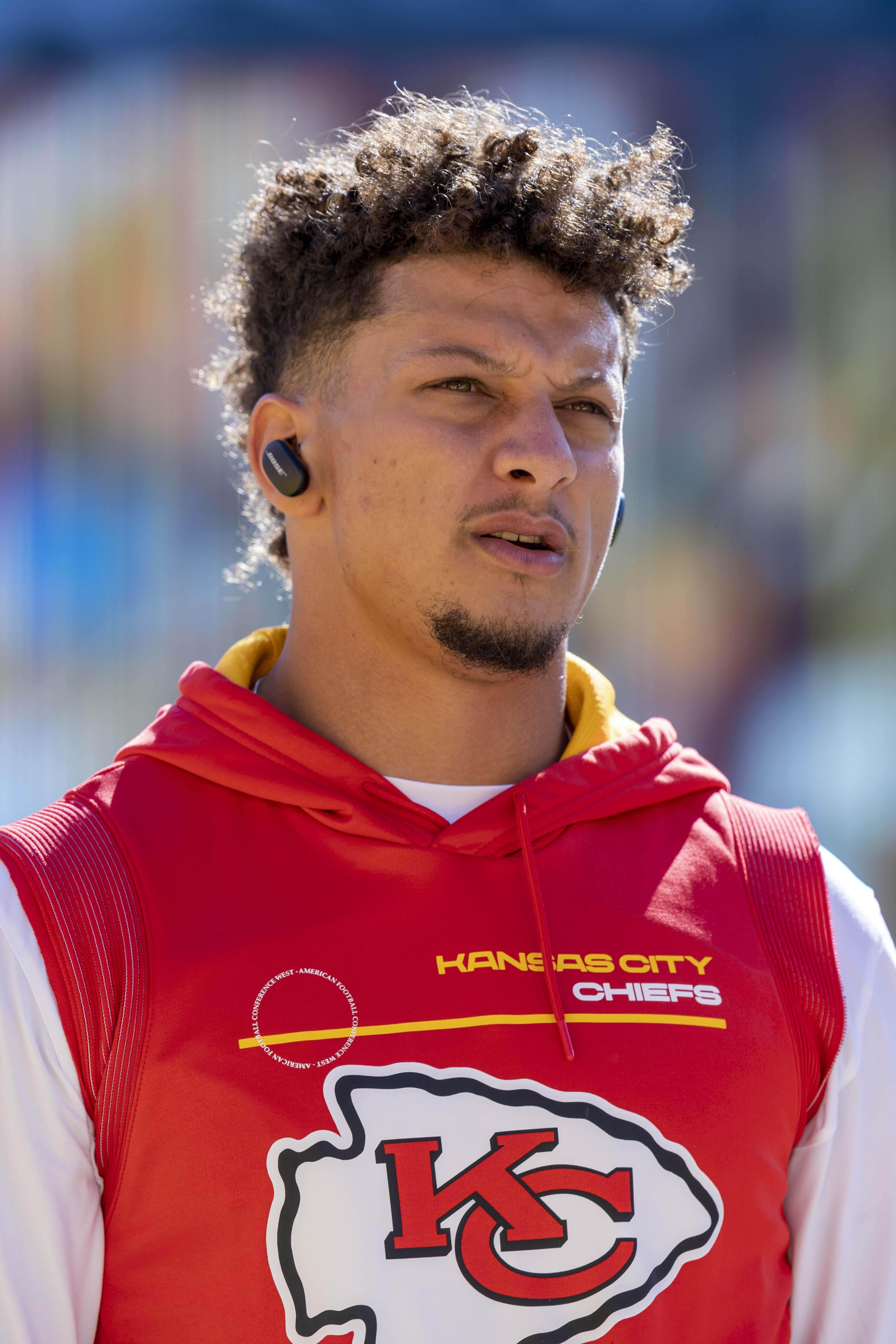
Патрик Махоумс

Канзас-Сити завершил сезон с десятым подряд победным рекордом под руководством главного тренера Энди Рида с результатом 14–3 и вышел в свой третий Супербоул за последние четыре года, одержав победы в плей-офф над «Джэксонвилл Джагуарс» (дивизионный раунд) и «Цинциннати Бенгалс» (Игра чемпионата AFC).
В межсезонье «Чифс» обменяли звездного ресивера Тайрика Хилла на «Майами Долфинс» за выбор на драфте, но все же закончили год как лучшее нападение НФЛ, лидируя в лиге по ярдам (7032) и набранным очкам (496). Квотербек Патрик Махоумс попал в Pro Bowl пятый сезон подряд и выиграл свою вторую награду «Самый ценный игрок НФЛ», возглавив лигу с рекордными для карьеры 5250 пасовыми ярдами и 41 тачдауном при 12 перехваченный его пасов. Его пасовый рейтинг 105,2 был вторым по величине в лиге. Он также пробежал 354 ярда и совершил четыре тачдауна. Установил рекорд НФЛ по наибольшему количеству пасовых и выносных ярдов за сезон, набрав 5608 ярдов. Тайт-энд Трэвис Келси, также выбранный в Pro Bowl, был лучшим принимающим команды с 1338 ярдами на приёме и 12 тачдаунами. Команда также добавила пару ветеранов-ресиверов, чтобы компенсировать потерю Хилла: Джуджу Смит-Шустер (933 ярда и три тачдауна) и Маркес Вальдес-Скантлинг (687 ярдов и два тачдауна). Игру «Чифс» возглавил новичок Исайя Пачеко, который занял ведущую роль из-за травмы стартера Клайда Эдвардса-Хилейра в середине сезона. Пачеко закончил сезон с 830 ярдами и пятью тачдаунами, заняв 10-е место в НФЛ по универсальным ярдам (1559 ярдов). Раннингбэк-ветеран Джерик Маккиннон добавил 803 ярда после схватки и 10 тачдаунов. В их атакующей линии было три игрока Pro Bowl: защитник Джо Туни, тэкл Орландо Браун-младший и центр Крид Хамфри. Пантер Томми Таунсенд также попал в Pro Bowl, заняв второе место в НФЛ по количеству ярдов за пант (50,4) и возглавив лигу со средним чистым результатом 45,4.
В линии защиты Канзас-Сити участвовал дэфенсив-тэкл Pro Bowl Крис Джонс, который возглавил команду с 15,5 сэками, а также дэфенсив-энд Джордж Карлафтис (6 сэков, 7 сбитых пасов передач) и Фрэнк Кларк (5 сэков). Лайнбэкер Ник Болтон возглавил команду, сделав 180 комбинированных отборов мяча, зафиксировав при этом два сэка и два перехвата. Сэкондари возглавил корнербэк Л'Джариус Снид (3 перехвата, 108 тэклов, 3 форсированных фамбла, 3,5 сэка) и сэйфти Хуан Торнхилл (3 перехвата, 71 тэкла).
Это был пятый Супербоул Канзас-Сити после побед в Супербоулах IV и LIV и поражений в Супербоулах I и LV. «Чифс» также выиграли чемпионат Американской футбольной лиги в 1962 году.

### Филадельфия Иглз

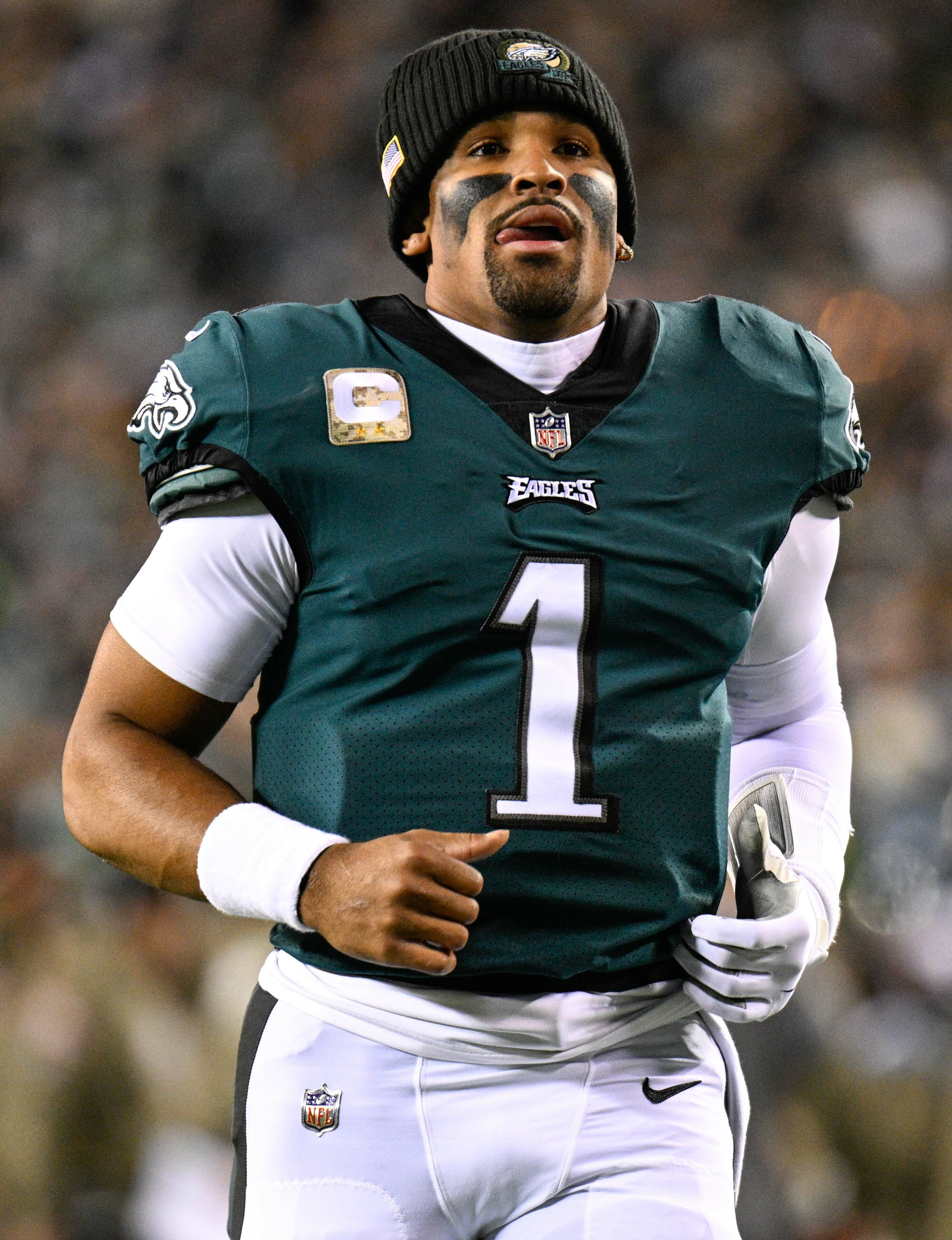
Джален Хёртс

Под руководством главного тренера Ника Сирианни, возглавлявшим команду второй год, «Иглз» начали сезон выиграв восемь игр подряд, и закончили его с результатом 14–3. В плей-офф одержали две лёгкие победы над «Нью-Йорк Джайентс» (дивизионный раунд) и Сан-Франциско Форти Найнерс (Игра чемпионата NFC) с общим счётом 69–14 и вышли в Супербоул. Команда преуспела как в нападении так и в защите: набрала 477 очков (3-е место в НФЛ) и пропустила только 344 очка (8-е место), а восемь её игроков были выбраны в Pro Bowl.
Квотербек Джален Хёртс, выбранный в Pro Bowl , возглавил нападение, установив новый рекорд в своем третьем сезоне по проценту удачных пасов (66%), пасовым ярдам (3701) и тачдаунам (22), при 6 перехваченных его пасов, что позволило установить рекорд в карьере по пасовому рейтингу 101,5, четвёртое место в НФЛ. Хёртс также набрал на выносе 736 ярдов и 13 тачдаунов, что стало вторым по величине результатом в лиге. РесиверЭй Джей Браун, также участник  Pro Bowl  которого обменяли из Теннесси Тайтенс во время драфта НФЛ 2022 года, набрал на приёме 1496 ярдов и 11 тачдаунов, а ресивер второгодка Девонтей Смит добавил 1196 ярдов и семь тачдаунов. Тайт-энд Даллас Гоэдерт был ещё одной надежной целью с 702 ярдами и тремя тачдаунами. Раннингбэк Майлз Сандерс, участник Pro Bowl, занял пятое место в НФЛ с 1269 ярдами и 11 тачдаунами, в среднем 4,9 ярда за попытку. Команда также отправила в Pro Bowl трёх стартовых лайнменов нападения: гарда Лэндона Дикерсона, тэкла Лейна Джонсона и центра Джейсона Келси. Кикер Джейк Эллиотт забил 20 из 23 филд-голов (87%), в том числе 5 из 6 с расстояния не менее 50 ярдов.
Защита Филадельфии заняла второе место в лиге по наименьшему количеству пропущенных ярдов (5125) и установила рекорд НФЛ с четырьмя игроками, которые зафиксировали не менее десяти сэков. В линии защиты представлены дэфенсив-энды Джош Свит и Брэндон Грэм, каждый из которых зафиксировал по 11 сэков, а также дэфенсив-тэклы Флетчер Кокс (7 сэков), Джавон Харгрейв (11 сэков) и Милтон Уильямс (четыре сэка). Лайнбэкер и участник Pro Bowl Хаасон Реддик занял второе место в НФЛ с 16 сэками, а также совершил 5 фамблов и 3 возврата. Лайнбэкеры Ти Джей Эдвардс и Кайзир Уайт зафиксировали более 100 комбинированных фамблов и прервали 7 передач. Сэкондари возглавил сэйфти Си Джей Гарднер-Джонсон с 6 перехватами (лидер НФЛ), в то время как корнербэки и участник All-Pro Дариус Слей и Джеймс Брэдберри сделали по 3 перехвата.
Выиграв 16 из своих последних 17 игр в старте, Джален Хёртс стал восьмым квотербеком, начавшим Супербоул в возрасте младше 25 лет, и самым молодым в истории «Иглз».
Это был четвёртый Супербоул Филадельфии после победы в Супербоуле LII и поражений в Супербоулах XV и XXXIX. «Иглз» также выиграли три чемпионата НФЛ до появления Супербоула в 1948, 1949 и 1960 годах.

### Плей-офф
«Чифс» вышли в плей-офф, заняв первое место в АФК. Они победили «Джэксонвилл Джагуарс» со счётом 27–20 в дивизионном раунде АФК. В напряженной игре «Чифс» смогли сдержать розыгрыш «Ягуаров» в конце четвёртой четверти. Квотербек «Чифс» Патрик Махоумс упал в начале игры из-за высокого растяжения связок правой лодыжки, из-за чего он выбыл из игры, но смог вернуться вскоре после ухода. В чемпионской игре АФК, которая для «Чифс» стала рекордной пятой подряд, они снова встретились с «Цинциннати Бенгалс». Как и в прошлом году, игра подходила к концу четвёртой четверти. В последнем драйве игры, при равном счёте 20-20, дефенсив-энд «Бенгалс» Джозеф Оссай получил штраф за поздний удар по Патрику Махоумсу после того как тот вышел за пределы поля. В результате этого «Чифс» оказались в пределах досягаемости пробития филд-гола за восемь секунд до конца. Кикер Харрисон Баткер реализовал филд-гол с 45-ярдовый линии принеся «Чифс» победу со счётом 23-20.
«Иглз» вышли в плей-офф, заняв первое место в НФК. Их первый матч плей-офф был против Нью-Йорк Джайентс, их соперника по дивизиону Восток НФК. «Иглз» быстро вырвались вперёд и повели 28–0 к перерыву. «Джайентс» не смогли вернуться в игру, и «Иглз» отправились закончили матч разгромом «Джайентс» со счеётом 38–7. Эта победа стала первой в плей-офф для квотербека «Иглз» Джалена Хёртса и главного тренера Ника Сирианни. В чемпионской игре НФК «Иглз» принимали «Сан-Франциско Форти Найнерс». «Иглз» выиграли матч, по ходу которого «Форти Найнерс» потеряли своих стартового и запасного квотербеков из-за травм, со счётом 31–7 и вышли в Супербоул.

## Перед игрой
Как назначенная домашней командой в ежегодной ротации Супербоула между двумя конференциями, «Иглз» решили выбрать свои зеленые домашние майки с белыми брюками. «Чифс» выбрали белые выездными футболки с красными штанами.
В качестве назначенной домашней команды «Иглз» тренировались на тренировочной базе Аризона Кардиналс, команды владелицы стадиона, в Темпе (штат Аризона), за неделю до игры. «Чифс» тренировались на базе Университета штата Аризона также в Темпе.
Игра неофициально называлась «Боул Энди Рида», поскольку главный тренер «Чифс» Энди Рид ранее занимал пост главного тренера «Иглз» с 1999 по 2012 год. Рид стал пятым главным тренером, сыгравшим против своей бывшей команды в Супербоуле, присоединившись к Уибу Юбэнку (III), Дэну Ривзу (XXXIII), Джону Грудену (XXXVII) и Питу Кэрроллу (XLIX).
Игра также называлась «Келси Боул», поскольку это был первый Супербоул, в котором братья играли друг против друга: тайт-энд «Чифс» Трэвис Келси и центр «Иглз» Джейсон Келси.
Эта игра стала первым Супербоулом между двумя чёрными стартовыми квотербеками: Патриком Махоумсом из «Чифс» и Джаленом Хёртсом из «Иглз». Махоумс (27 лет) и Хертс (24 года) были самой молодой стартовой парой квотербеков в истории Супербоула.
Это также был первый Супербоул, в котором участвовали два австралийских игрока: пантер «Филадельфии» Аррен Сипосс и левый тэкл «Канзас-Сити» Джордан Майлата. За прошедшие годы было несколько новообращенных из Австралийской футбольной лиги и регбилиг, часто в качестве пантера.

## Судейская бригада
Супербоул LVII обслуживали семь официальных лиц, два судьи видеоповтора и восемь запасных судей.

| На поле - Рефери — Карл Чифферс. - Ампайр — Рой Эллисон. - Даун джадж — Джерод Филлипс. - Лайн джадж — Джефф Бергман. - Филд джадж — Джон Дженкинс. - Сайд Джадж — Юджин Холл. - Бэк джадж — Дино Паганелли. | Вне поля - Реплей офишел — Марк Баттерворт. - Ассистент реплей офишела — Фрэнк Щепаник. |

## Медиа и шоу

### Развлекательные мероприятия
R&B певец Бэбифейс исполнил «America the Beautiful», а кантри-певиц Крис Стэплтон исполнил «Знамя, усыпанное звёздами».

### Шоу в перерыве
23 сентября 2022 года новым спонсором Halftime shows вместо Pepsi, которая спонсировала последние 10 лет, была объявлена Apple Music.
Через два дня, 25 сентября, было объявлено что в перерыве матча выступит барбадосская певица Рианна, которая до этого не выступала где либо более пяти лет. Она исполнила в том числе такие песни, как «Where Have You Been» и «Only Girl (In the World)».

## Трансляция

### Рекламный блок
Расценки за показ 30 секундного рекламного ролика составили 7 млн долл. Было запланировано как минимум четыре рекламных объявления, связанных с криптовалютой, но их сделки сорвались после банкротства FTX в ноябре 2022 года. Anheuser-Busch приобрела три минуты для своих брендов Michelob Ultra, Bud Light и Busch Light. Также были рекламные ролики Heineken, Diageo, Rémy Martin, Molson Coors, Doritos, Google Pixel и M&M's.
Peacock выпустил рекламу своего детективного сериала Покерфейс , которая была создана специально для этой игры и содержала некоторые упоминания из рекламных роликов, все из которых транслировались до показа самого рекламного ролика. Warner Bros., Universal Pictures, Disney, Paramount Pictures, Sony Pictures и Amazon Studios купили рекламу для продвижения своих будущих премьер, были показаны трейлеры фильмов Флэш, Форсаж 10, Человек-муравей и Оса: Квантомания, Стражи Галактики. Часть 3, Элементарно, Индиана Джонс и Колесо судьбы, Крик 6, Подземелья и драконы: Честь среди воров, Трансформеры: Восхождение Звероботов, 65 и Air: Большой прыжок. Для фильма Universal Кокаиновый медведь был показан 15-серийный ролик в ходе предигрового шоу. В ходе игры Fox рекламировал 9 сезон своего шоу The Masked Singer. Disney также выпустила рекламный ролик, посвященный празднованию «100 лет чудес» в честь столетия со дня основания The Walt Disney Company.

### США
Super Bowl LVII транслировался телеканалами Fox и Fox Deportes, став последней игрой вещателя по действующему контракту. После окончания игры Fox покажет премьерный второй сезон кулинарной программы Next Level Chef. Игра была доступна для просмотра на мобильных телефонах через приложение NFL+.
Fox будет показывать игру в формате Dolby Vision HDR-видео эксклюзивно для Xfinity.
Это было первое назначение на Супербоул для команды вещания Fox, состоящей из комментатора Кевина Буркхардта и аналитика Грега Олсена, заменивших ушедших на ESPN и Monday Night Football Джо Бака и Троя Айкмана. Эрин Эндрюс и Том Ринальди будут вести репортажи с боковой линии, а Майк Перейра будет экспертом по правилам. Освещение перед игрой, перерывом и после игры будет сделано силами Fox NFL Sunday, с ведущими Куртом Менефи и Терри Брэдшоу, а также аналитиками Хоуи Лонгом, Майклом Страханом, Джимми Джонсоном, Робом Гронковски и инсайдером НФЛ Джеем Глейзером.
Westwood One транслировала игру по общенациональному радио с комментатором Кевином Харланом, аналитиком Куртом Уорнером, репортерами с боковой линии Лаурой Окмин и Майком Голиком и экспертом по правилам Джином Стераторе. Скотт Грэм вел шоу перед игрой, перерывом и после игры, а Райан Харрис проводил анализ игры.

### Остальной мир
- Австралия — Seven Network, родственного канала 7mate и платформы 7plus[76]. Также ESPN Australia and in Новая Зеландия на том же канале, а второстепенная канал ESPN  Monday Night Football вёл международную трансляцию с комментариями Стива Леви, Дэна Орловского и Луи Риддика[77].
- Бразилия — ESPN, RedeTV! и стримнг-сервис Star+[78].
- Канада — права на трансляцию игры принадлежали Bell Media. Игра транслировалась на английском языке на TSN и CTV с одновременной заменой логотипов[79]; RDS вёл трансляцию игры на французском языке[80]. Кроме того, игра транслировалась через стриминг-сервисы TSN+ and DAZN[80][81].
- Китай — Tencent, медиа-партнёром НФЛ на китайском рынке, и 9 других телеканалов или стриминг-серисов также транслировали игру и освещение Супербоула, предоставленное Tencent. Tencent и NFL China также отправили на игру команду из четырёх репортеров.
- Франция — beIN Sports и La Chaîne L'Équipe.[источник не указан 886 дней]
- Германия и Австрия — это была последняя игра НФЛ, которую транслировали телеканалы ProSieben, Puls 4 и Puls 24 (с оригинальными комментариями к игре на английском языке)  принадлежащие одной медиагруппе ProSiebenSat.1 Media; с сезон 2023 года телевизионные права на трансляции НФЛ перейдут к RTL Group (RTL, Nitro), которые также транслируются в Австрии.[источник не указан 886 дней]
- Италия — Rai 2 от RAI – Radio Televisione Italiana и стриминг-серис DAZN[82].
- Латинская Америка — ESPN и стриминг-серис Star+[источник не указан 886 дней]
- Мексика — Canal 5 от TelevisaUnivision, Azteca 7 от TV Azteca[83] и Fox Sports[84].
- Нидерланды — ESPN с возможностью просмотра игры с голландскими или оригинальными комментариями[85].
- Океания — ESPN[86].
- Испания — на платном канале Movistar Plus, который владел правами на трансляцию НФЛ[87].
- Швеция — Супербоул впервые транслировался по линейному телеканалу TV12 и стримиг-сервису C More[88], после передачи прав на трансляцию от предыдущего правообладателя NENT/Viaplay который транслировал НФЛ в Швеции с 1980-х годов[89].
- Великобритания — бесплатно на ITV1 и STV (впервые с 2007 года), с ирландским каналом Virgin Media Four по ITV'[90]. Также транслировался в Великобритании и Ирландии на платном канале Sky Sports NFL (а также на родственных каналах Sky Sports Main Event и Sky Showcase)[91]. It was carried on radio via BBC Radio 5 Live[92].
- Сербия — Sport Klub[93].

## Ход матча

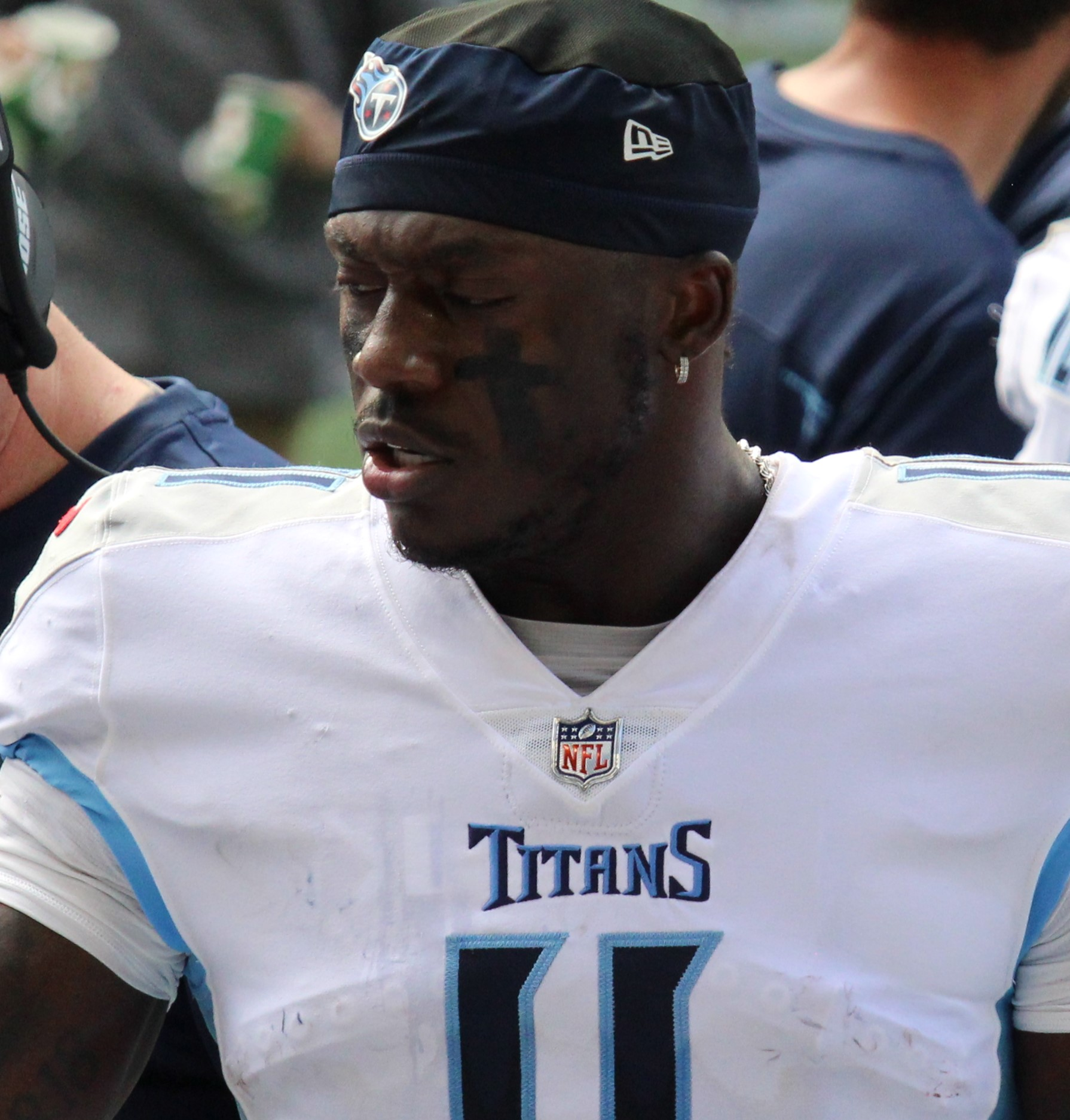
Эй Джей Браун

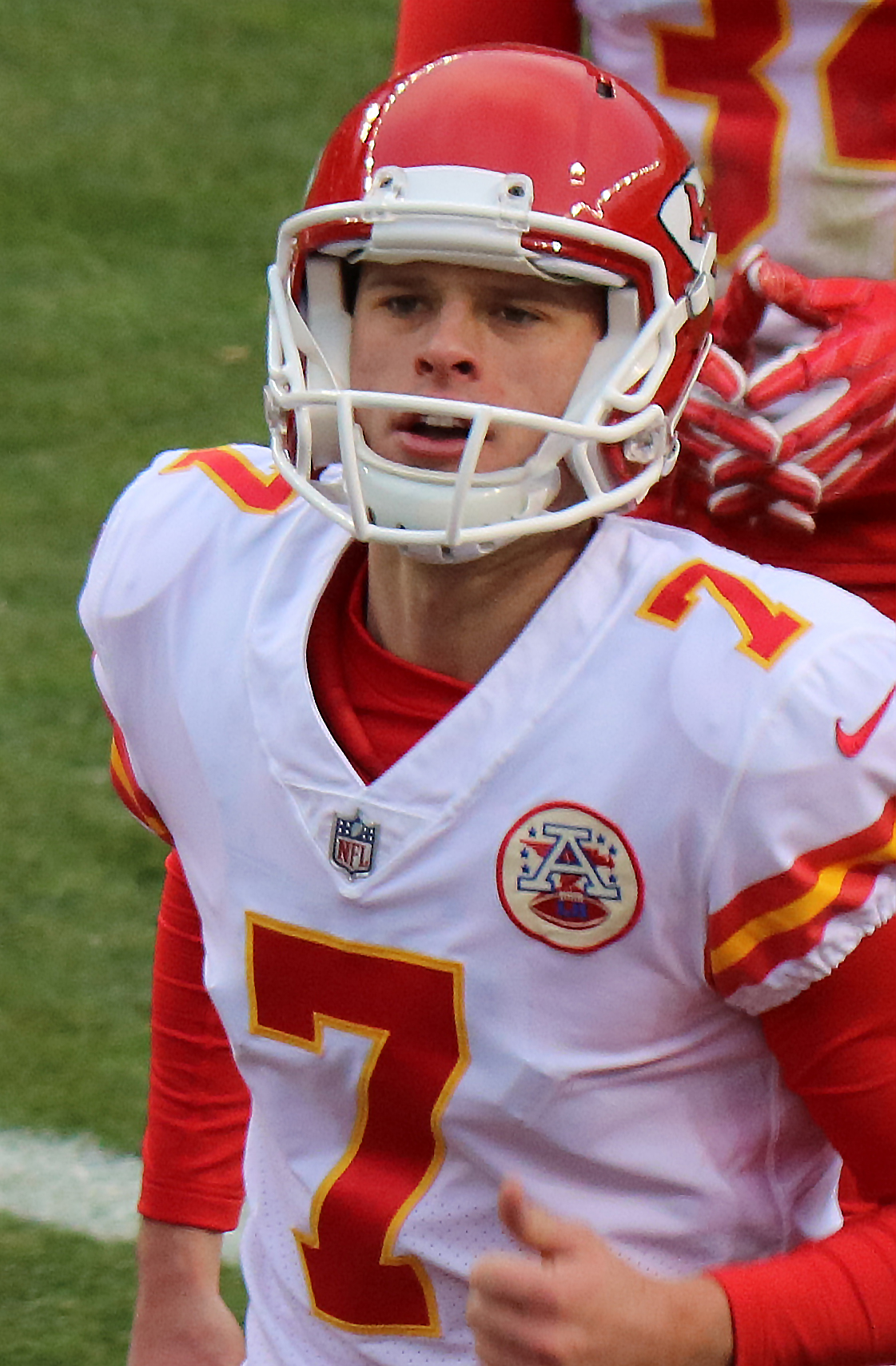
Харисон Батклер

Матч начался 12 февраля 2023 года в 16:30 MTZ (UTC-7).

### Первая половина
«Канзас-Сити» выиграл коин-тосс и выбрал защиту, соответственно «Филадельфия» начала игру с владения мячом. В своём первом владение мячом они прошли 75 ярдов в 11 розыгрышей которые включили два выноса в исполнении квотербека Джалена Хёртса на 12 ярдов и четыре  реализованных паса, самый длинный из которых на 23 ярда поймал Девонтей Смит. После того, как «Иглз» реализовали третий даун с 5-ярдовой линии «Канзас-Сити», Хёртс принёс своей команде первые очки в игре, сделав тачдаун после выноса на 1 ярд, а Джейк Эллиотт удачно пробил экстрапоинт. «Канзас-Сити» в своём первом владении мячом также прошёл 75 ярдов, но за 8 розыгрышей. Исайя Пачеко совершил вынос на 24 ярда. Патрик Махоумс также выполнил две передачи на Трэвиса Келси — первую на 20 ярдов, а вторую на 18 ярдов, и сравняли счёт в матче. Второй драйв «Филадельфии» привёл к первому в игре «три-и-аут», после того как они получили штраф за помеху при пасе который отбросил их назад, и Аррен Сипосс был вынужден пробить пант. «Канзас-Сити» не смог воспользоваться преимуществом, так как совершили несколько не пойманных пасов. В результате были вынуждены пробивать филд-гол с 42 ярдов, который не смог реализовать Харрисон Баткер попав в левую стойку. «Иглз» начали свой следующий драйв с точки откуда был не реализован филд-гол, то есть на своей 32-ярдовой линии и смогли набрать ярды за счёт двух выносов и двух передач Хёртса, в дополнение к штрафу за офсайд  у защиты, до окончания первой четверти.
В первом розыгрыше второй четверти «Филадельфия» вернула себе лидерство, поведя со счётом 14–7. Хёртс сделал передачу на 45 ярдов Джей Брауну который поймав мяч занёс его в зачётную зону. «Чифс» не смогли оправиться от потери ярдов в первом розыгрыше своего следующего драйва, и получив «три-и-аут» вынуждены были пробить пант. «Иглз» начали свою атаку удачно. Хёртс пасом и Кеннет Гейнуэлла выносом набрали по девять ярдов каждый. Затем Хёртс совершил фамбл, который подобрал защитник «Чифс»  Ник Болтон и пробежав 36 ярдов занёс тачдаун. Таким образом «Канзас-Сити» сравнял счёт. Хёртс вывел «Иглз» обратно в лидеры. Вначале он бросил пас на 14 ярдов. Затем «Филадельфия» дважды реализовал четвёртый даун. Сначала во время розыгрыша 4-и-5 Хёртс с 28-ярдовой линии совершил вынос на 16-ярдовую линию «Чифс», а чуть позже «Филадельфия» в результат офсайда у «Чифс» на 4-и-2. В результате 71-ярдовый драйв завершился тачдауном с 4 ярдов, счёт стал 21–14 в  пользу «Филадельфии». «Чифс» хорошо начали свою следующую атаку после того, как набрали первый даун в двух розыгрышах перед двухминутным предупреждением, но после этого их продвижение застопорились и они вынуждены были пробить пант за 1:33 до конца тайма. Во время этой атаки Махоумс вновь усугубил растяжение связок лодыжки, которое он перенёс в начале сезона. Возвращающий «Иглз» Британи Кови вернул мяч после панта на 27 ярдов к своей 43-ярдовой линии, что, в дополнение к п22-ярдовому пасу от Хёртса на Брауна в следующем драйве помогло им попасть в зону пробития филд-гола. Эллиот реализовал 35-ярдовый удар, увеличив преимущество «Филадельфии» до десяти очков, 24–14, перед в перерывом между таймами.

### Вторая половина
Во второй половине первым мяч получил «Канзас-Сити» и прошёл 75 ярдов за 12 розыгрышей, при этом Махоумс выполнил три паса на 26 ярдов и набрал на выносе 14 ярдов, прежде чем Пачеко занёс тачдаун 1-ярдовой линии, сократив отставание в счёте до трех очков. «Филадельфия» ответила 65 ярдов за 19 розыгрышей, в которых Хёртс выполнил два паса на 17 ярдов на тайт-энд Далласа Гоэдерта, один из которых был реализован на 3-и-14. Защита «Канзас-Сити» остановила атаку на своей 15-ярдовой линии, вынудив «Иглз» довольствоваться филд-голом с 33 ярдов, которую Эллиот реализовал за 1:48 до конца третьей четверти. В оставшееся до конца третьей четверти время «Чифс» набрали 31 ярд в четырёх розыгрышах, включая два выноса Пачеко, и достигли 44-ярдовой линии «Филадельфии».
Махоумс выполнил четыре передачи на Джуджу Смит-Шустера в общей сложности на 38 ярдов после начала четвёртой четверти и завершил 75-ярдовый драйв «Чифс» после 12 розыгрышей 5-ярдовым пасом в тайдаун на Кадариуса Тони, что позволило «Чифс» впервые в мачте повести в счёте 28–27. В защите «Чифс» продолжили свою хорошую игру, заставив «Филадельфию» заработать «три-и-аут» и пробить пант который Тони вернул на 65 ярдов, к 5-ярдовой линии «Иглз» и установил рекорд по самому длинному возврату панта в Супербоулах. «Канзас-Сити» быстро ночки в своей атаке благодаря пасу Махоумса с 4-ярдовой линии на Скай Мура в тачдаун, а экстрапоит в исполнении Баткера увеличил их отрыв до восьми очков за 9,5 минут до конца четверти. «Филадельфия» провела в своей следующей атаке четыре минуты, которые охватывали восемь розыгрышей и привела к 45-ярдовому пасу на Смита, что обеспечило Хёртсу 2-ярдовый тачдаун в следующем драйве. Счёт стал 35-33. Чтобы сравнять его «Иглз» разыграли двухочковую попытку, которую реализовал Хёртс и сравнял таким образом счёт 35-35 за 5:15 до конца. В начале следующего драйва «Канзас-Сити» три выноса Пачеко на 15 ярдов и два паса Махоумса на 17 переместили мяч на 47-ярдовую линию «Иглз». В следующей розыгрыше Махоумс бросился пас на 26 ярдов, что дало «Чифс» первый даун на 17-ярдовой линии «Филадельфии». Далее последовал вынос от Пачеко на 2 ярда до двухминутного предупреждения. Последовавший затем не пойманный пас привёл к 3-и-8. Махоумс снова бросил не пойманный пас, но «Чифс» заработали первый даун после того, как Джеймс Брэдберри из «Иглз» был оштрафован нарушение которое вызвало некоторую критику, но было поддержано самим Брэдберри. Затем в следующем розыгрыше Маккиннон совершил вынос к 2-ярдовой линии «Чифс», он не стал заносить тачдаун — до конца четверти оставалось 1:36. Далее Махоумс дважды сел на колено чтобы сжечь время. За 8 секунд до конца Батлер пробил филд-гол с 27 ярдов и вывел «Канзас-Сити» вперёд 38-35. Пас «Хэйл Мэри» от Хёртса не был пойман, и игра закончилась.
Махоумс, совершив 21 из 27 попыток паса на 182 ярда и сделав три пасовых тачдауна, был назван самым ценным игроком Супербоула. Он также набрал 44 ярда на выносе. Пачеко был лучшим игроком на выносе с 15 попытками на 76 ярдов и тачдауном. У Болтона было 8 сольных тэклов, 1 полу-тэкл и возвращённый фамбл  тачдаун. Хёртс совершил 27 из 38 попыток паса, набрав 304 ярда и один пасовый тачдаун, а также набрал 70 ярдов на выносе за 15 попыток и занёс 3 тачдауна. Он установил рекорд Супербоула по ярдам и тачдаунам для квотербека на выносе, а также установил рекорд Супербоула по быстрым выносным тачдаунам и набранным очках — 20. Смит совершил 7 приёмов и набрал 100 ярдов, в то время как Браун сделал 6 приёмов на 96 ярдов и один тачдаун.